# Aethopyga saturata
Aethopyga saturata е вид птица от семейство Nectariniidae. Видът е незастрашен от изчезване.

## Разпространение
Разпространен е в Бангладеш, Бутан, Камбоджа, Китай, Индия, Лаос, Малайзия, Мианмар, Непал, Пакистан, Тайланд и Виетнам.